# Núi Herzl Plaza

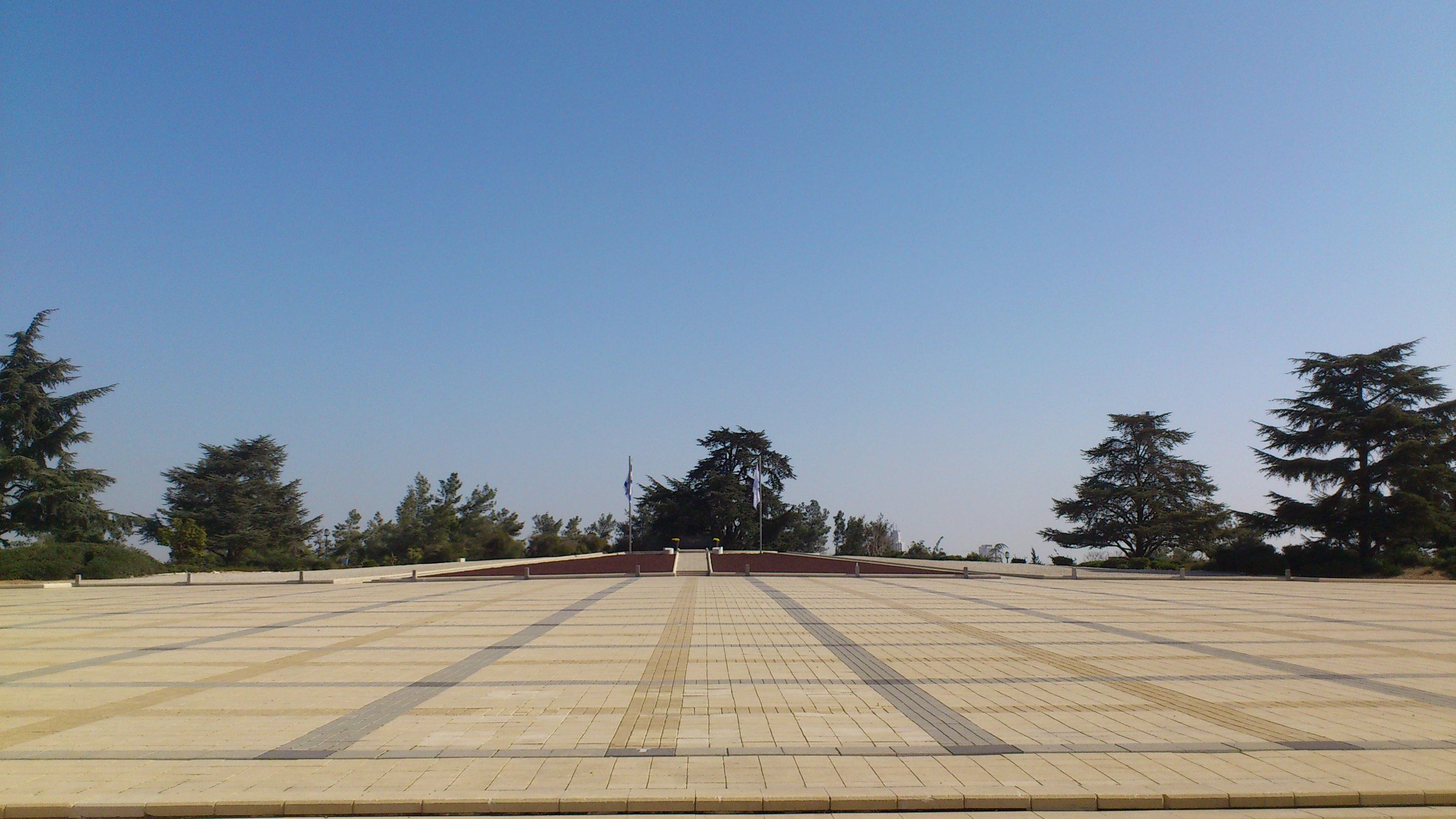

Núi Herzl Plaza là nghi lễ plaza trung tâm trong núi Herzl trong Jerusalem. Các plaza được sử dụng cho các Lễ khai mạc của Ngày Israel Độc lập mỗi năm. Về phía bắc của quảng trường là mộ của Theodor Herzl, người sáng lập hiện đại chính trị Zionism. Các plaza là ở vị trí cao nhất của núi Herzl trong trung tâm của nghĩa trang quốc gia. Ngày 18 tháng 4 năm 2012, trong buổi diễn tập cho lễ Independence Day, một cây cột đèn điện giảm xuống. Nó giết chết một người lính bị thương bảy người lính khác. Người lính đã được chôn cất tại nghĩa trang quân đội gần đó.

## Hình ảnh

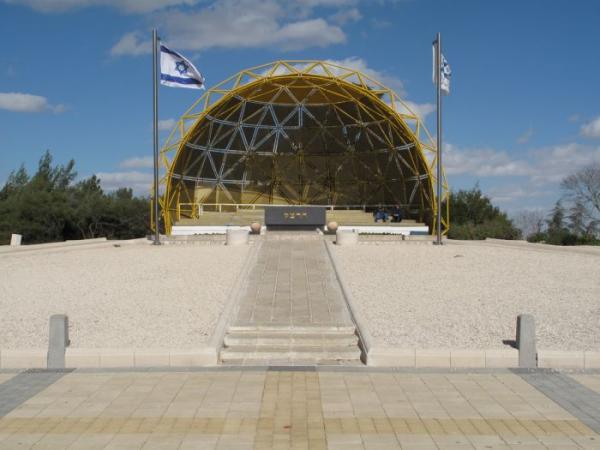
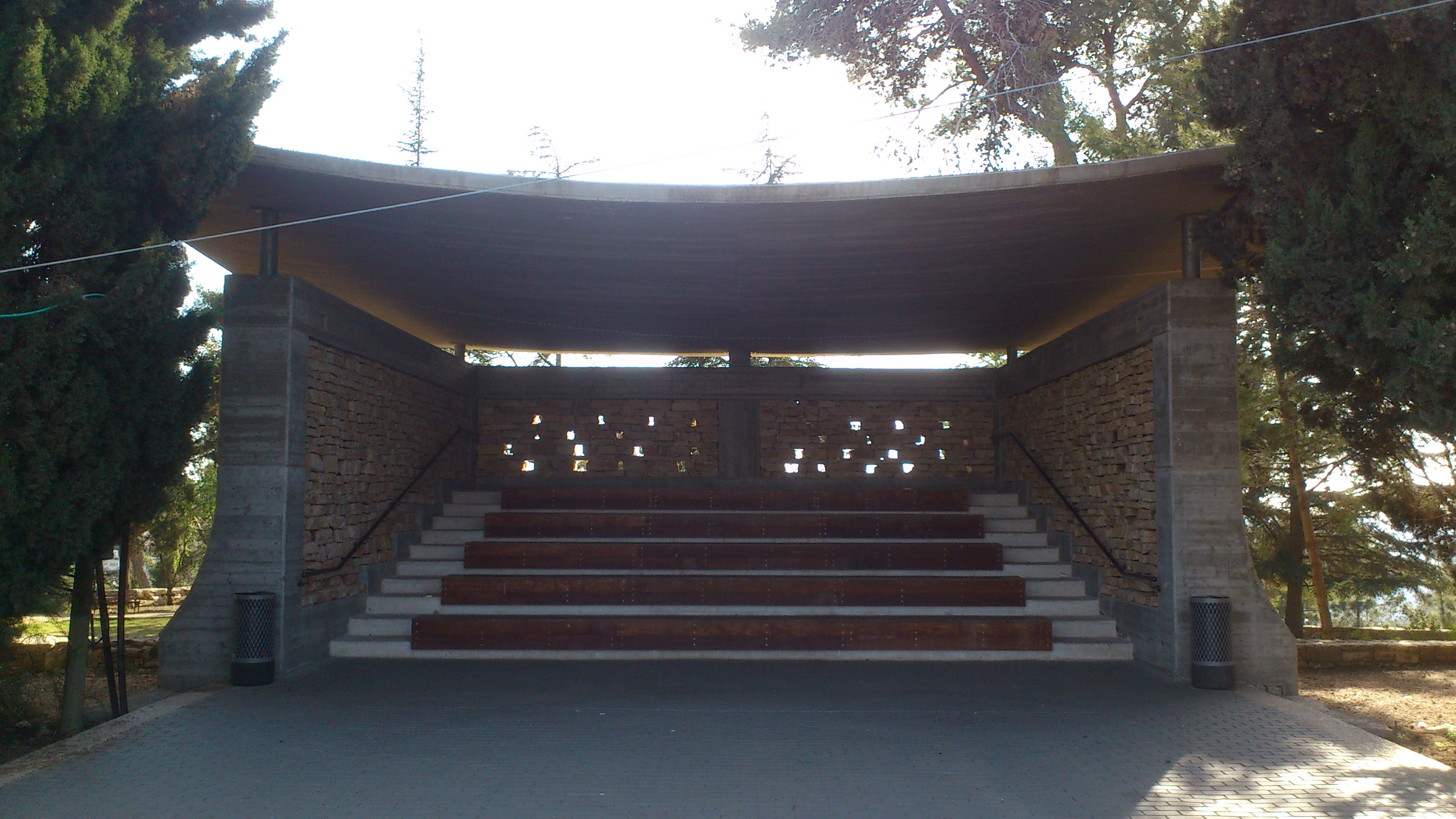